# 吕基亚石棺
吕基亚石棺是在黎巴嫩西顿阿亚墓地发现的石棺。它由帕罗斯大理石制成，它的形状类似于吕基亚的尖顶坟墓，并因此得名，现收藏于伊斯坦布尔考古博物馆。它的历史可以追溯到公元前430年-公元前420年左右。该石棺以及西顿墓地中发现的其他石棺属于公元前5世纪中叶至公元前4世纪末统治腓尼基地区的一系列国王。
来自爱奥尼亚地区的希腊艺术家以希腊雕塑风格装饰了该石棺，并将吕基亚尖顶坟墓的形象融合到了石棺中（例如帕亚瓦坟墓）。这座石棺被视为希腊-波斯艺术的一个例子，尽管将其称为希腊-安纳托利亚艺术更准确一些，因为这样的例子在更广泛的阿契美尼德帝国中可能不是普遍的。
吕基亚石棺上装饰有浮雕，石棺侧面的浮雕描绘了人们狩猎狮子和狩猎野猪的场景，而石棺两头的浮雕则描绘了斯芬克斯和半人马战斗的场景。

这件石棺与著名的亞歷山大石棺一起，是1887年著名考古学家奥斯曼·哈姆迪贝伊和亚美尼亚奥斯曼人耶万特·沃斯坎对黎巴嫩西顿附近的阿亚墓地进行挖掘时发现的，同时发现的还有另外两个石棺，这四座石棺现在都收藏在伊斯坦布尔考古博物馆。

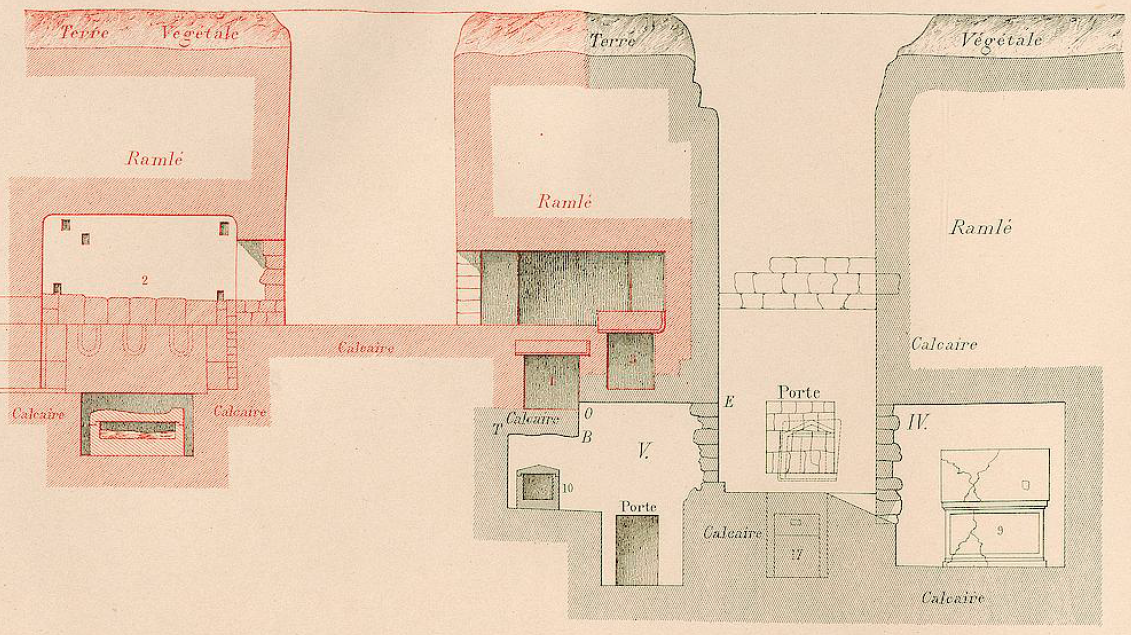
吕基亚石棺是西顿墓地中位置最低的墓葬
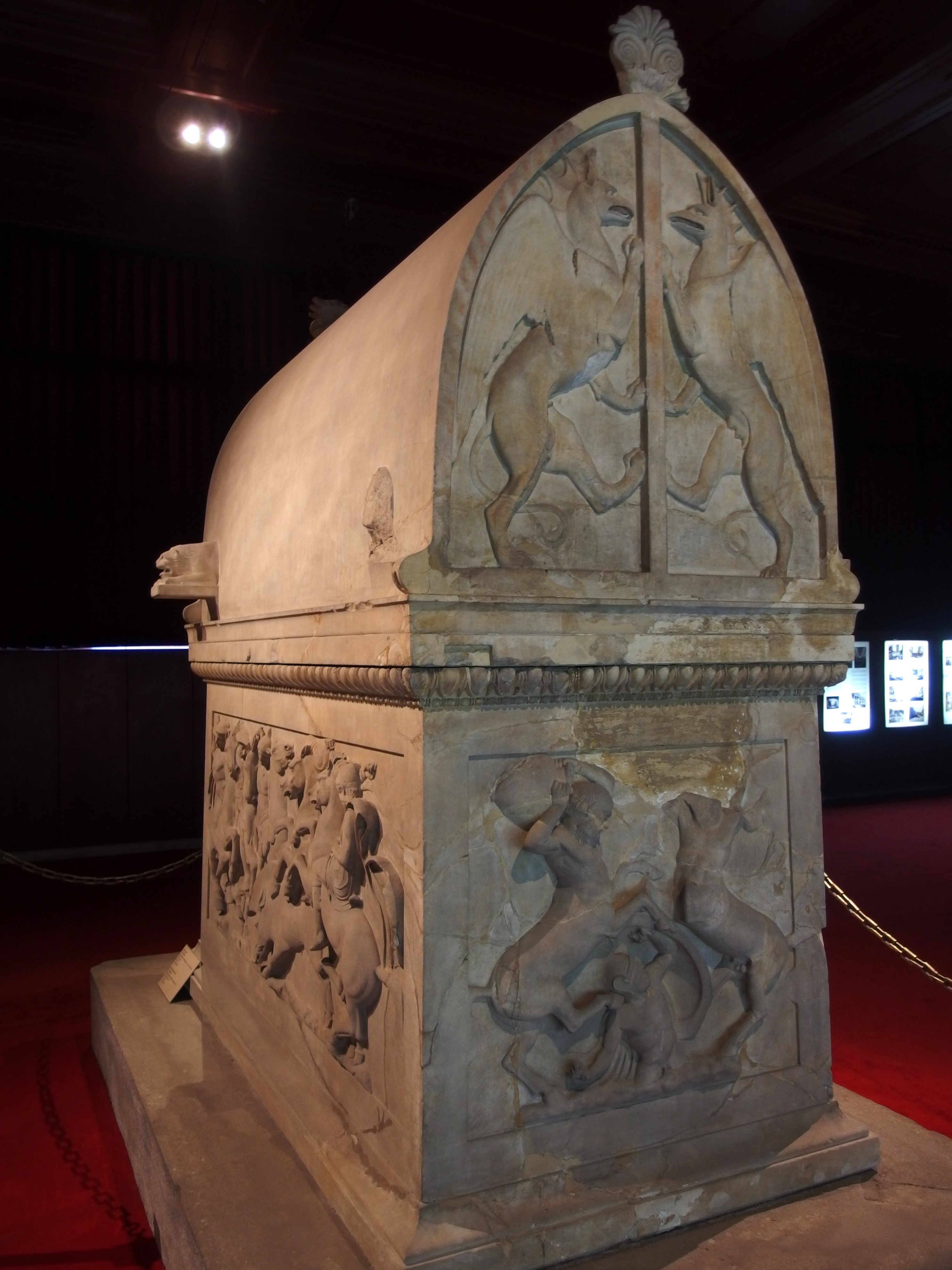
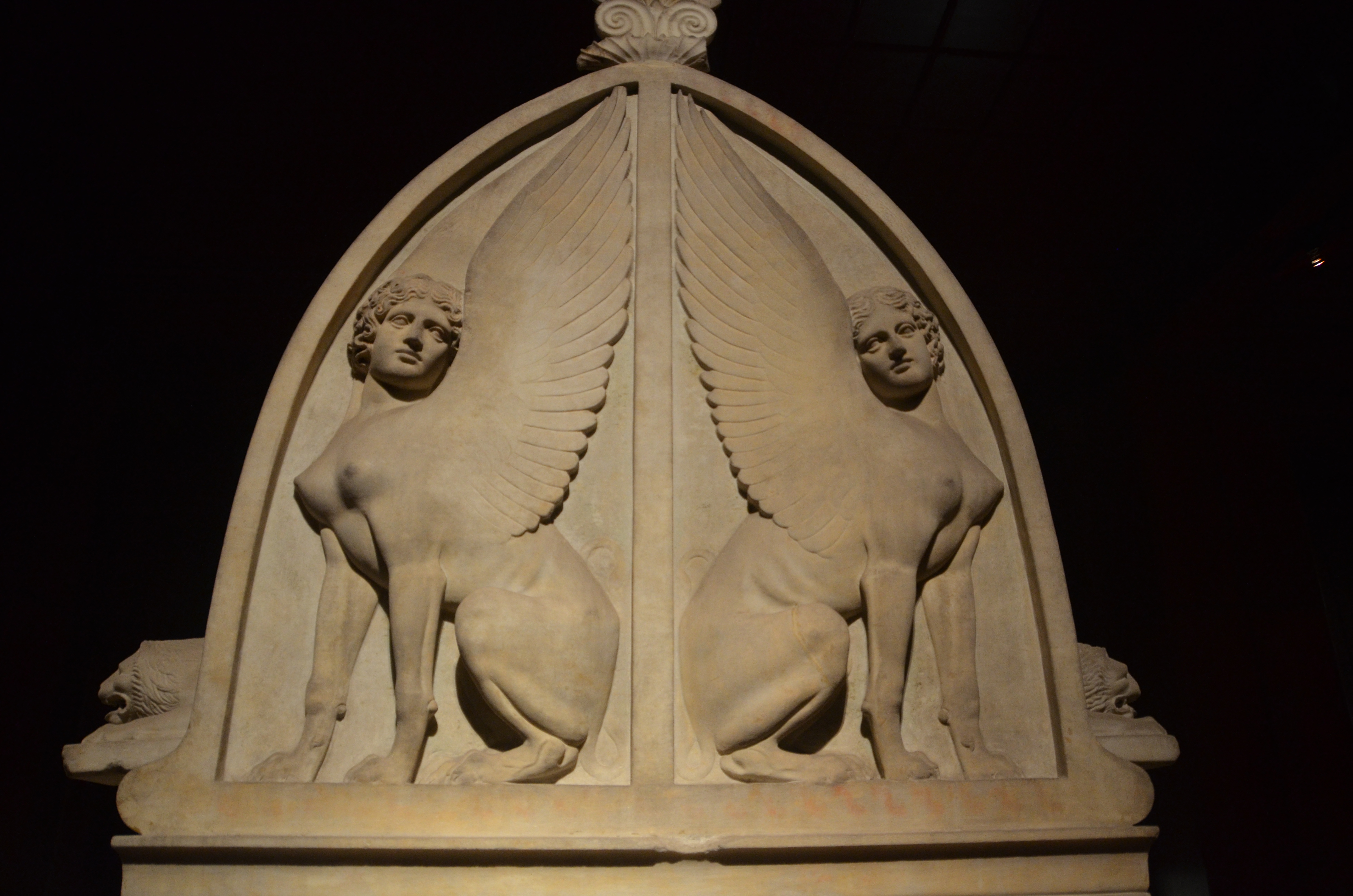
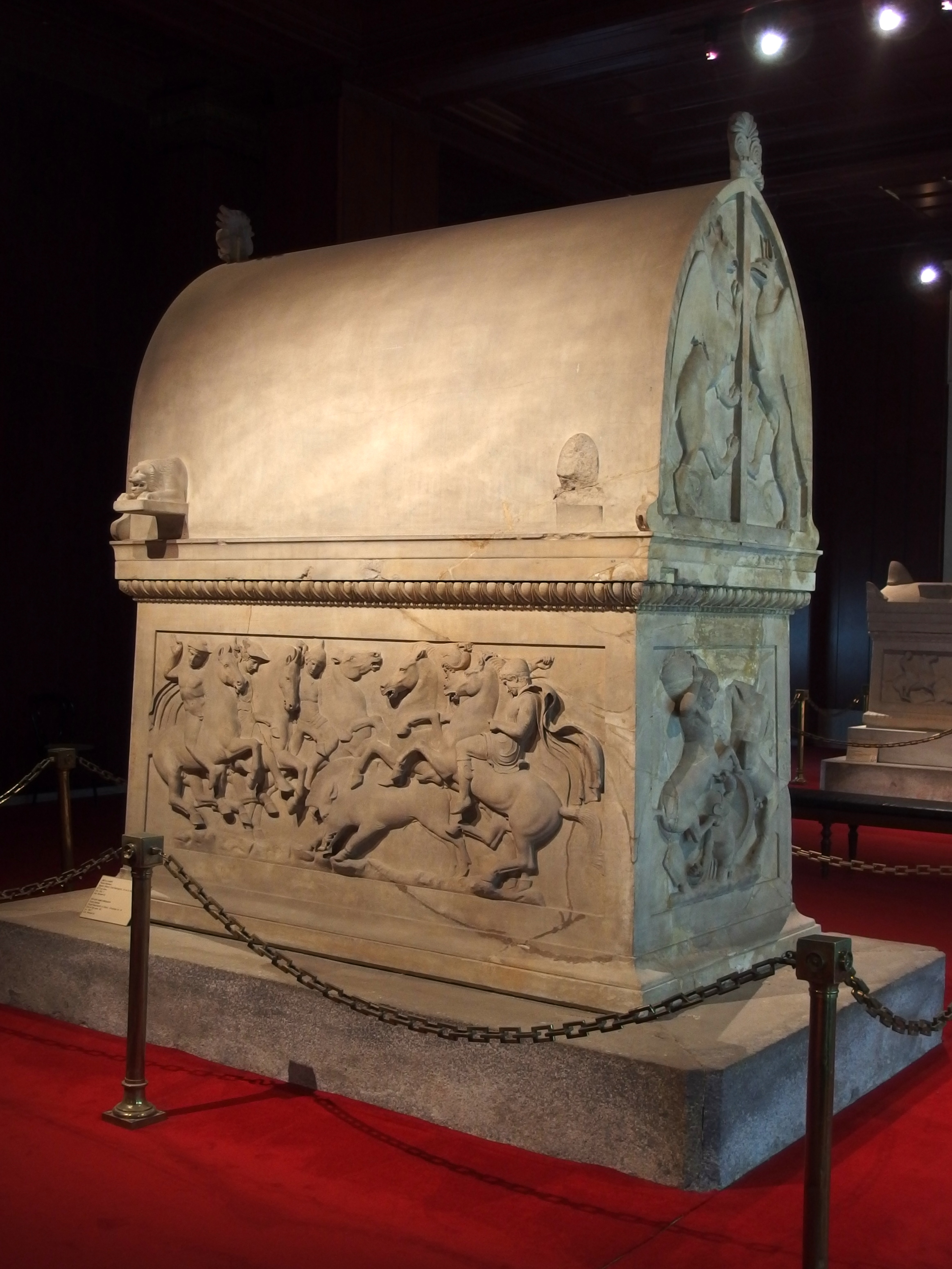
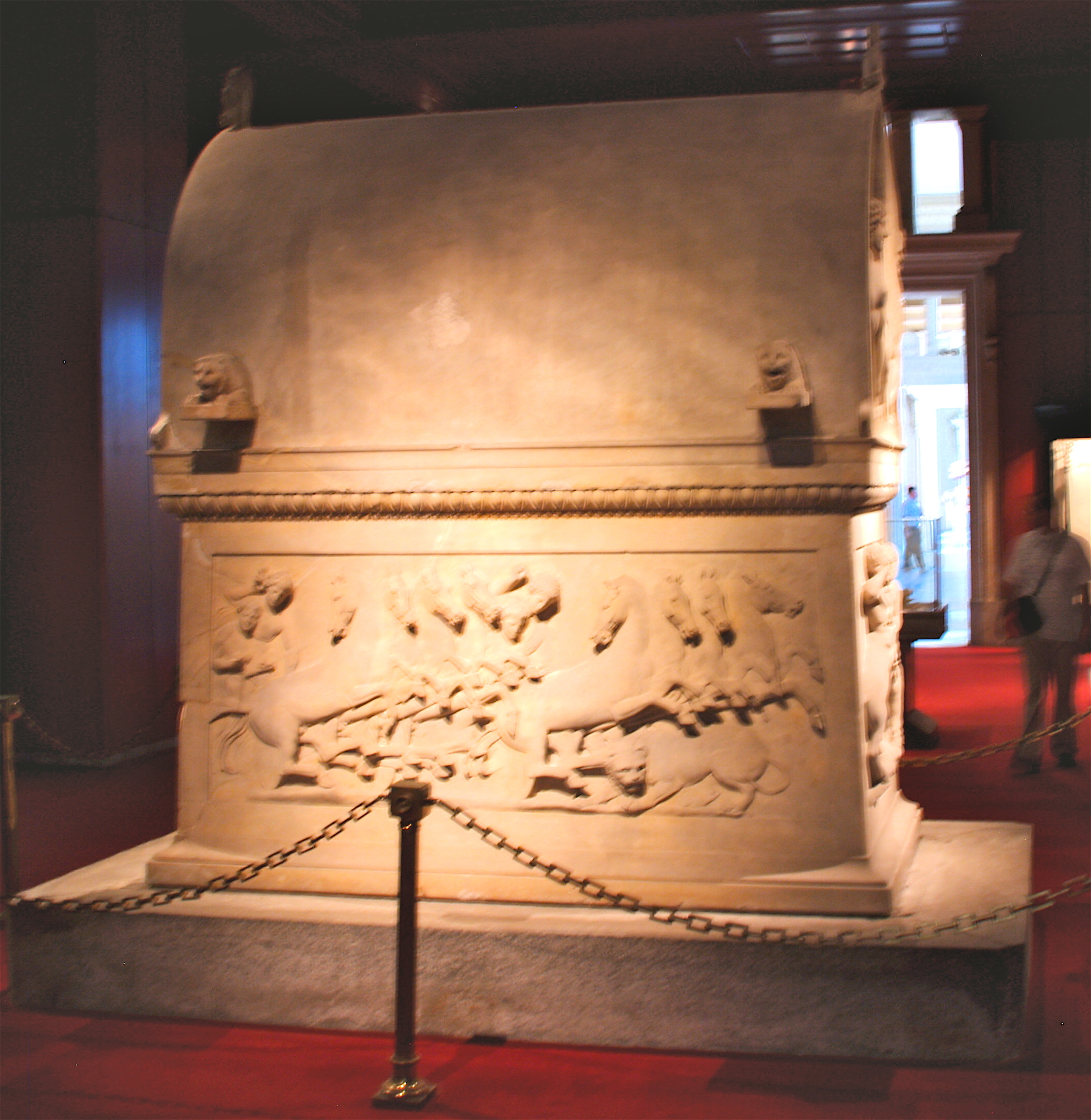
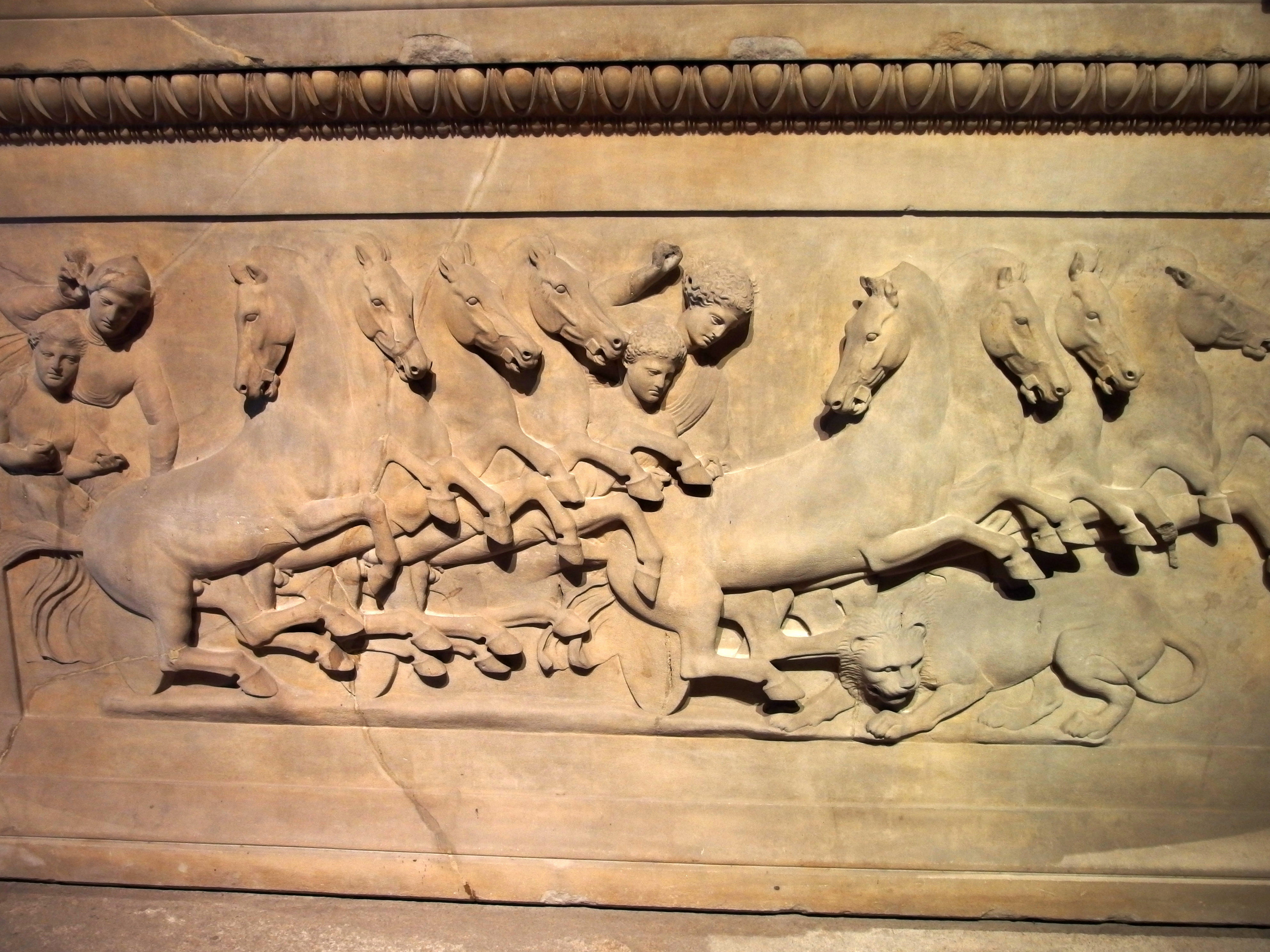
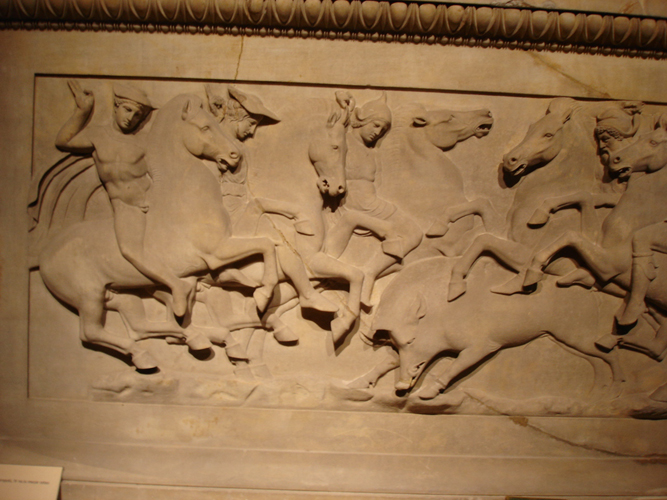
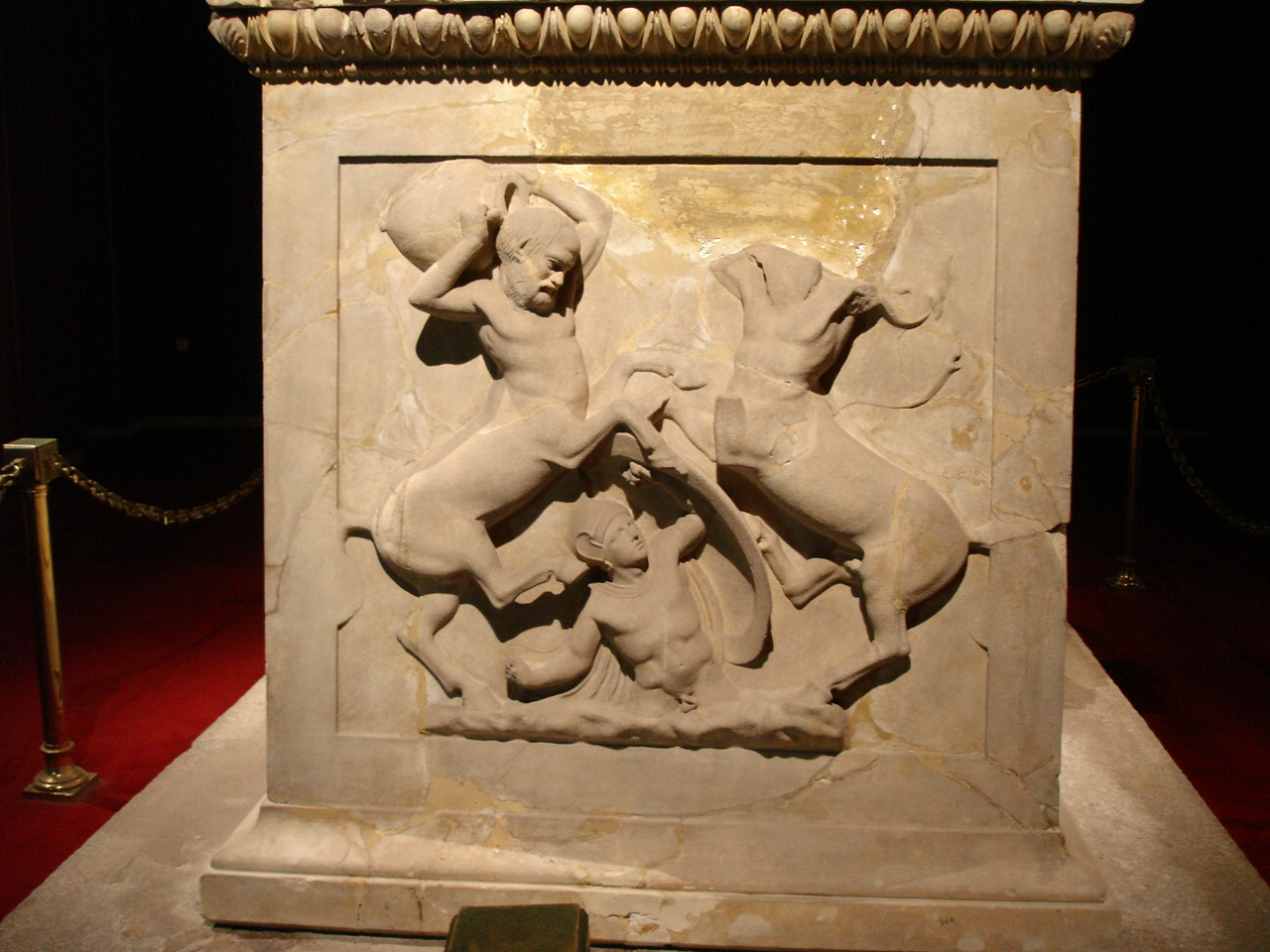

## 其他相关
- 塔布尼特石棺
- 亚历山大石棺